# حي الجزائر
حي الجزائر هو من ارقى مناطق البصرة حيث يوجد فيها ارقى شارع في محافظة البصرة، ويقابل شارع الجزائر بأهميته شارع كرادة داخل في بغداد بأعتباره مركز تجاري تسوقي تتجه اليه العائلات البصرية مساء كل يوم وحتى ساعات متأخرة من الليل ويضم بعض المقاهي التي يرتادها شعراء المدينة ومثقفيها وادبائها وكذلك يضم الحي العديد من المولات ومراكز التسوق واشهرها شنشل مول ومطعم مشويات ابو حسن ومرطبات العرندس وأبو شعير والهدايا وصالات الألعاب الشهيرة كصالة ألعاب الفوارس وأيضا فرايديز والقلعة، وأيضا والفنادق واشهرها فندق قصر السلطان.ويوجد فيها مسجد السيد علي الموسوي (مسجد أولاد عامر) الذي يعد أجمل مسجد في جنوب العراق.أغلب بنايات منطقة الجزائر تعود ملكيتها إلى آل عامر (الحساوية)
من سكنة الجزائر الشاعر الراحل محمود البريكان والشاعر كاظم الحجاج.